# Cartington Castle
Cartington Castle är ett slott i Storbritannien.   Det ligger i grevskapet och kommunen Northumberland i riksdelen England, i den centrala delen av landet, 400 km norr om huvudstaden London. Cartington Castle ligger 190 meter över havet.
Terrängen runt Cartington Castle är kuperad åt nordväst, men åt sydost är den platt. Runt Cartington Castle är det ganska tätbefolkat, med 52 invånare per kvadratkilometer. Närmaste större samhälle är Alnwick, 17,2 km nordost om Cartington Castle. Trakten runt Cartington Castle består i huvudsak av gräsmarker.